# 正四面体リング
正四面体リング（せいしめんたいリング）とは、10個の正四面体から成る輪状の立体で、正四面体が二辺を共有することで構成されている。この立体は前後にねじることにより、内部の空洞の形に正五角形と正五角星（星型正五角形）が順番に現れる。
- 構成面：正三角形40枚
- 辺：50
- 頂点：20